# Emoia tongana
Espèce
Synonymes
- Lygosoma cyanogaster var. tongana Werner, 1899
- Emoia murphyi Burt, 1930

Statut de conservation UICN

 LC  : Préoccupation mineure
Emoia tongana est une espèce de sauriens de la famille des Scincidae.

## Distribution
Cette espèce se rencontre dans les îles Salomon, aux Tonga et aux Samoa.

## Publication originale
- Werner, 1899 : Beiträge zur Herpetologie der pacifischen Inselwelt und von Kleinasien. I. Bemerkungen über einige Reptilien aus Neu-Guinea und Polynesien. II. Über einige Reptilien und Batrachier aus Kleinasien. Zoologischer Anzeiger, vol. 22, p. 371–378 (texte intégral).